# فهرست حامیان دونالد ترامپ در انتخابات ریاست جمهوری ایالات متحده آمریکا (۲۰۱۶)
این فهرستی از افراد و سازمان‌هایی است که حمایت رسمی خود را از دانلد ترامپ به عنوان نامزد حزب جمهوریخواه برای انتخابات ریاست‌جمهوری ایالات متحده آمریکا در سال ۲۰۱۶ اعلام کرده‌اند.

## مقامات فدرال و فرمانداران ایالت‌ها

### معاونین سابق رئیس‌جمهور و دیگر مقامات در سطحکابینه ایالات متحده آمریکا

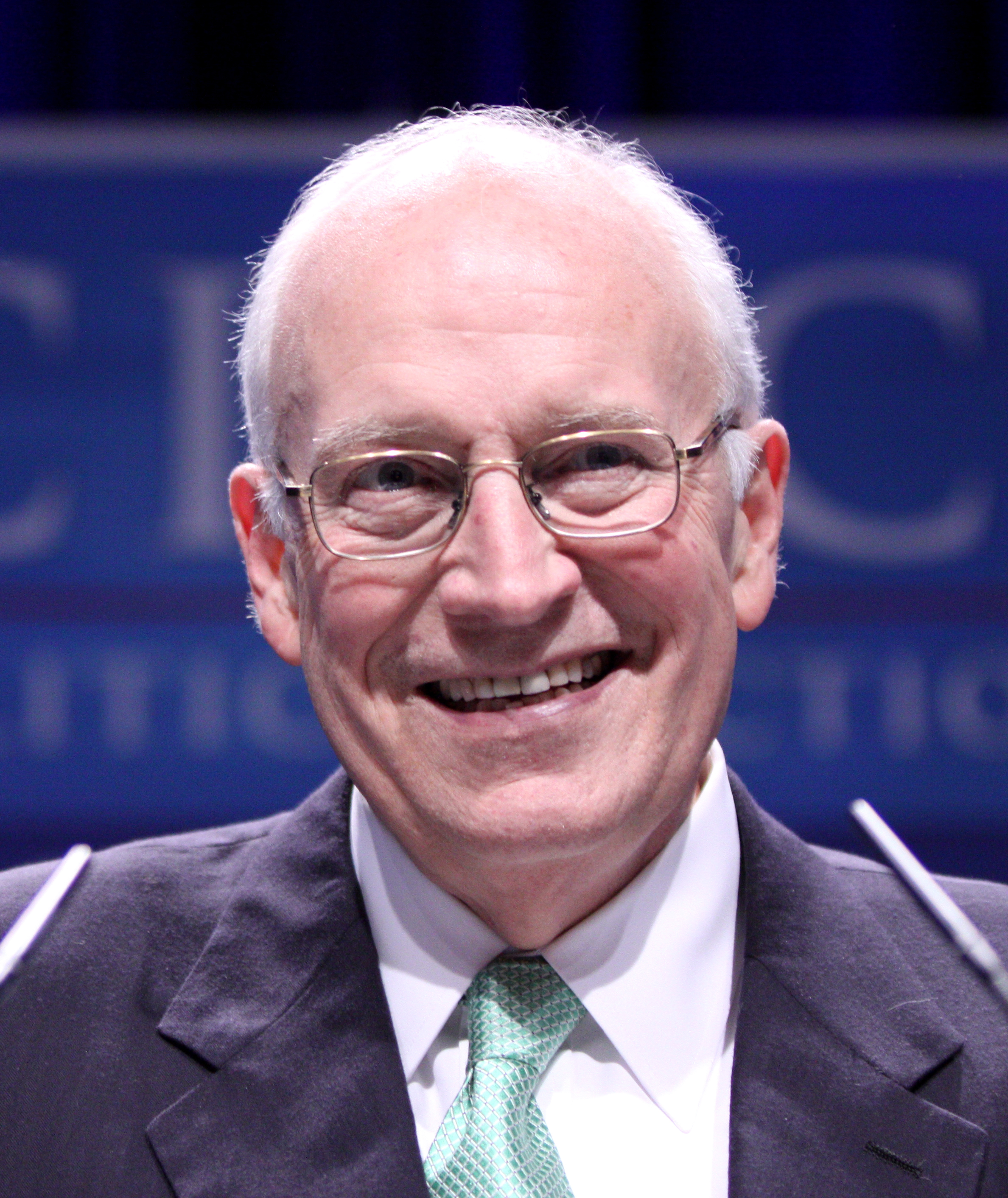
معاون سابق رئیس‌جمهور دیک چینی در ۲۰۱۱

- دیک چینی، ۴۶مین معاون رئیس‌جمهور ایالات متحده آمریکا (۲۰۰۱–۲۰۰۹) و ۱۷مین وزیر دفاع ایالات متحده آمریکا (1989–1993)[۱]
- دن کویل، ۴۴مین معاون رئیس‌جمهور ایالات متحده آمریکا (1989–1993)[۲]
- دانلد رامسفلد، ۱۳مین و ۲۱مین وزیر دفاع ایالات متحده آمریکا (1975–1977, 2001–2006)[۳]
- تامی تامپسون، ۱۹مین وزیر بهداشت و خدمات انسانی ایالات متحده آمریکا (۲۰۰۱–۲۰۰۵), همچنین ۴۲مین فرماندار ویسکانسین[۴]

### فرمانداران ایالات و قلمروها
فعلی
- گرگ ابت، 48th فرماندار Texas[۵]

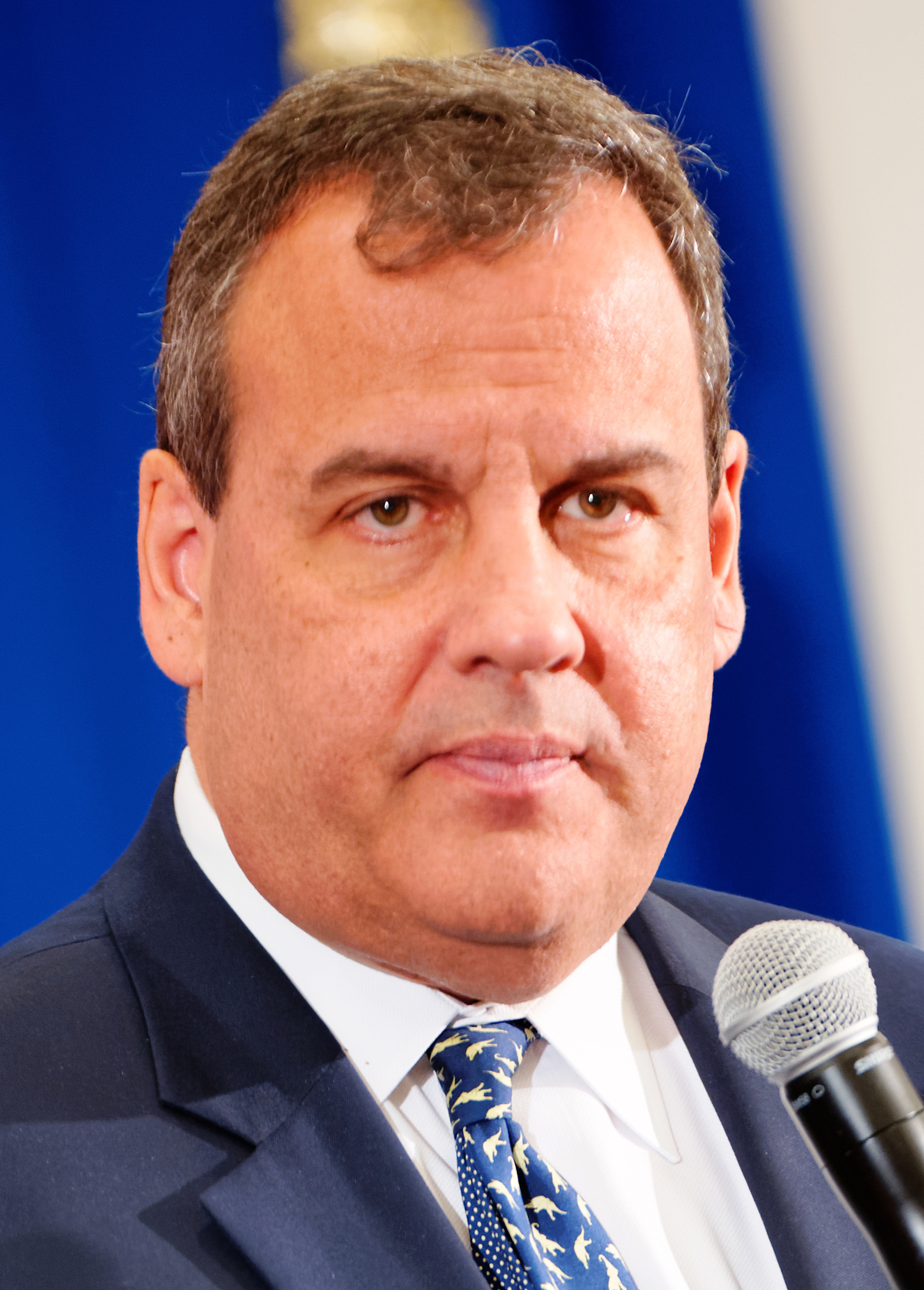
فرماندار کریس کریستی در ۲۰۱۵

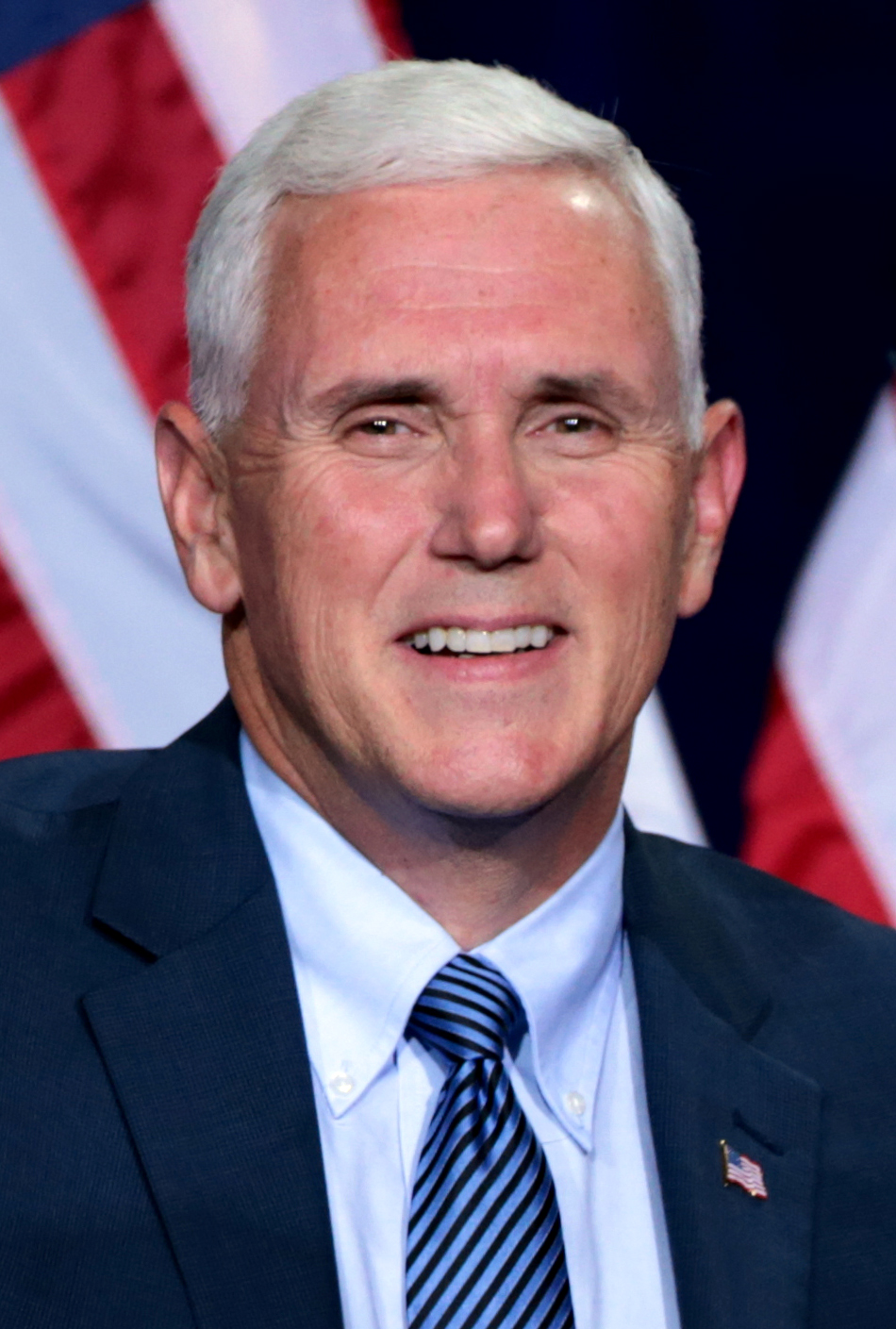
فرماندار مایک پنس در ۲۰۱۶

- رابرت بنتلی، 53rd فرماندار Alabama[۶]
- مت بوین، 62nd فرماندار Kentucky[۷]
- تری برنستد، 39th & 42nd فرماندار Iowa[۸]
- سم براونبک، 46th فرماندار Kansas[۹]
- فیل براینت، 64th فرماندار Mississippi[۱۰]
- Eddie Calvo, 8th فرماندار Guam[۱۱]
- کریس کریستی، * 55th فرماندار New Jersey[۱۲]
- جک دارلیمپل، 32nd فرماندار North Dakota[۱۳]
- ناتان دیل، 82nd فرماندار Georgia[۱۴]
- داگ دوسی، 23rd فرماندار Arizona[۱۵]
- مری فالین، 27th فرماندار Oklahoma[۱۶]
- نیکی هیلی، 116th فرماندار South Carolina[۱۷]
- گری هربرت، 17th فرماندار Utah[۱۸]
- ایسا هاچینسن، 46th فرماندار Arkansas[۱۹]
- پال لوپیج، * 74th فرماندار Maine[۲۰]
- پت مک‌کروری، 74th فرماندار North Carolina[۲۱]
- مت مید، 32nd فرماندار Wyoming[۲۲]
- بوچ کسیدی اوتر، 32nd فرماندار Idaho[۲۳]
- مایک پنس، 50th فرماندار Indiana[۲۴]
- پیت ریکتس، 40th فرماندار Nebraska[۲۵]
- برایان سندووال، 29th فرماندار Nevada[۲۶]
- ریک اسکات، * 45th فرماندار Florida[۲۷]
- Ralph Torres,* 9th فرماندار the Northern Mariana Islands[۲۸]
- اسکات واکر، 45th فرماندار Wisconsin[۲۹]

سابق
- جن بروئر، * 22nd فرماندار Arizona (2009–2015)[۳۰]
- Donald DiFrancesco,* 51st فرماندار New Jersey (2001–2002)[۳۱]
- Robert Ehrlich, 60th فرماندار Maryland (2003–2007)[۳۲]
- جیم گیلمور، 68th فرماندار Virginia (1998–2002)[۳۳]
- دیو هینمن، 39th فرماندار Nebraska (2005–2015)[۳۴]
- مایک هاکبی، 44th فرماندار Arkansas (1996–2007)[۳۵]
- جان هانتسمن جونیور، 16th فرماندار Utah (2005–2009)[۳۶]
- بابی جیندال، 55th فرماندار Louisiana (2008–2016)[۳۷]
- Frank Keating, 25th فرماندار Oklahoma (1995–2003)[۳۸]
- سارا پیلین، * 9th فرماندار Alaska (2006–2009)[۳۹]
- Tim Pawlenty, 39th فرماندار Minnesota (2003–2011)[۴۰]
- ریک پری، 47th فرماندار Texas (2000–2015)[۴۱]
- Don Sundquist, 47th فرماندار Tennessee (1995–2003)[۴۲]

### سناتورهای ایالات متحده
فعلی
- کلی آیوت، NH[۴۳]
- جان باروزو، WY[۴۴]
- ریچارد بر، NC[۴۵]
- شلی مور کاپیتو، WV[۴۶]
- بیل کسیدی، LA[۴۷]
- دن کوتس، IN[۴۸]
- تد کاکران، MS[۴۹]
- باب کورکر، TN[۵۰]
- جان کورنین، Maj. Whip, TX[۵۱]
- تام کاتن، AR[۵۲]
- مایک کریپو، ID[۵۳]
- استیو دینز، MT[۵۴]
- مایک انزی، WY[۵۵]
- جونی ارنست، IA[۵۶]
- دب فیشر، NE[۵۷]
- کری گاردنر، CO[۵۸]
- چاک گرسلی، IA[۵۹]
- اورین هچ، رئیس زمانی سنا، UT[۶۰]
- جان هوون، ND[۶۱]
- جیم اینهاف، OK[۶۲]
- جانی ایزاکسون، GA[۶۱]
- ران جانسون، WI[۶۳]
- جیمز لنکفرد، OK[۶۴]
- جان مک‌کین، AZ[۵۲]
- میچ مکانل، رهبر اکثریت، KY[۶۵]
- جری مورن، KS[۶۶]
- لیسا مرکاوسکی، AK[۶۷]
- رند پال، KY[۶۸]
- دیوید پردو، GA[۶۹]
- راب پورتمن، OH[۷۰]
- پت رابرتس، KS[۷۱]
- مایک راوندز، SD[۷۲]
- مارکو روبیو، FL[۷۳]
- تیم اسکات، SC[۷۴]
- جف سشنز، * AL[۷۵]
- دن سالیون، AK[۵۲]
- جان تون، SD[۷۶]
- تام تیلیس، NC[۷۷]
- پت تومی، PA[۷۸]
- دیوید ویتر، LA[۷۹]
- راجر ویکر، MS[۸۰]

سابق
- اسکات براون، * MA (2010–2013)[۸۱]
- جفری چیسا، * NJ (2013)[۸۲]
- تام کوبرن، OK (2005–2015)[۸۳]

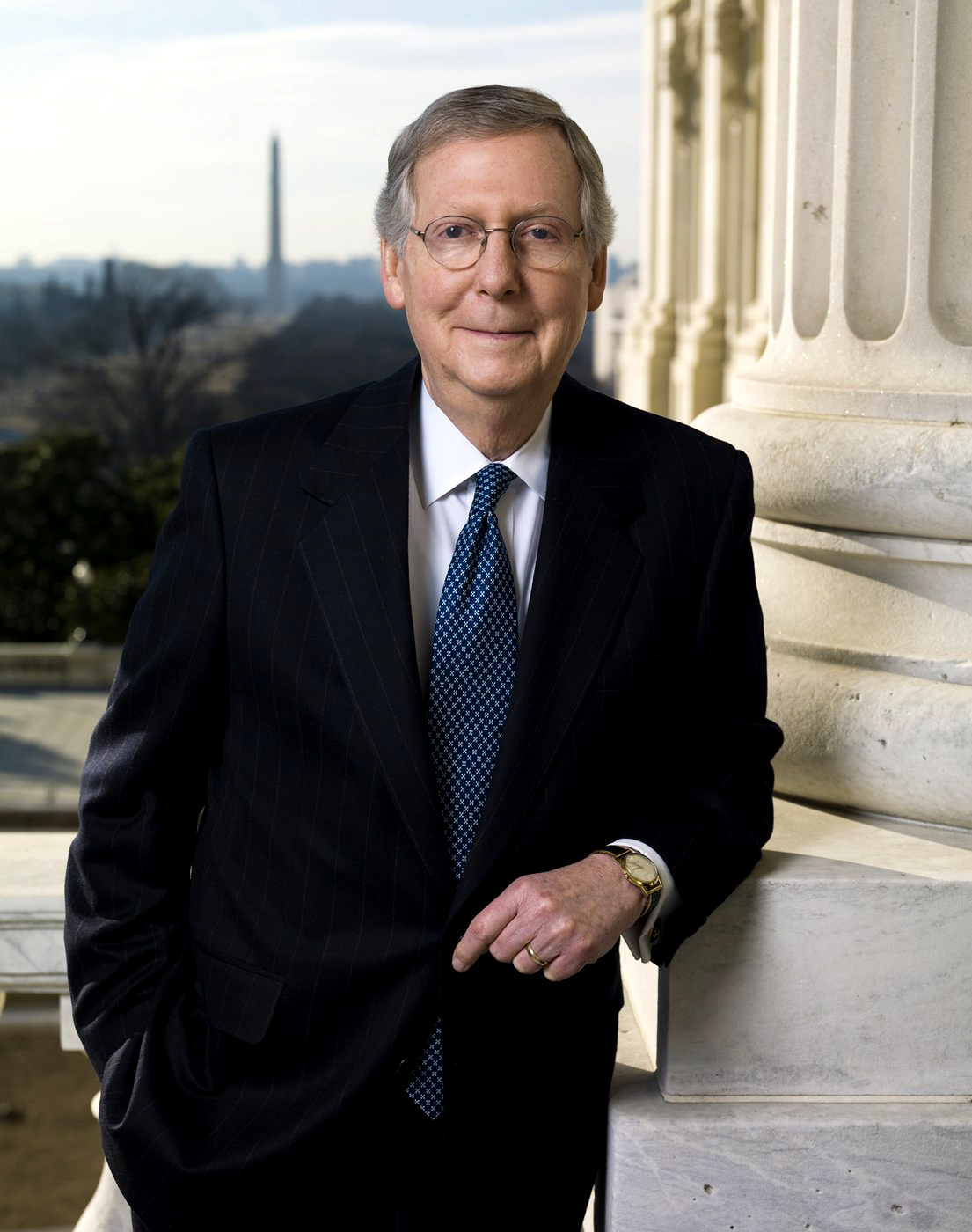
رهبر اکثریت سنا میچ مکانل در ۲۰۰۹

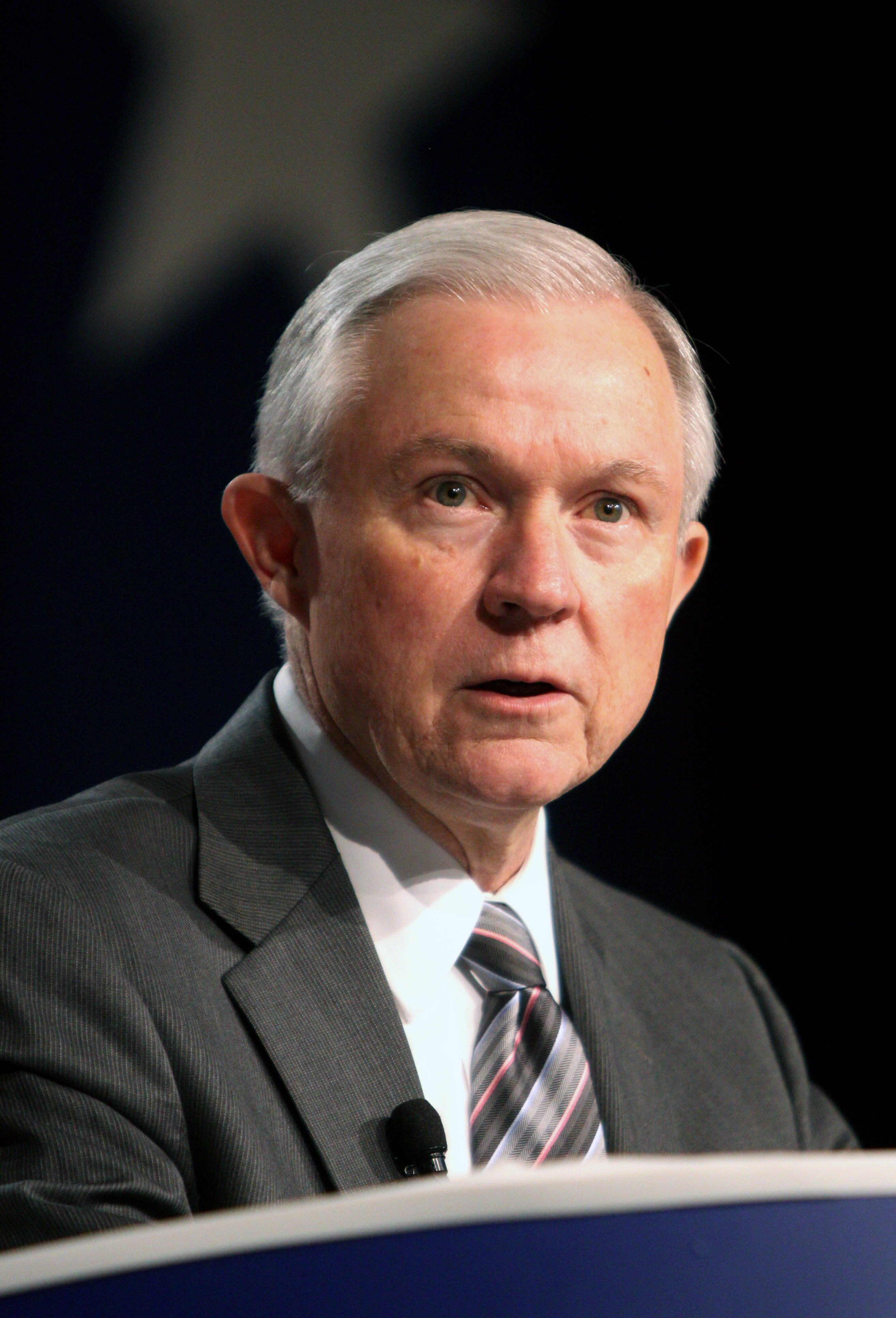
سناتور جف سشنز در ۲۰۱۱

- باب دول، Maj. Leader, KS (1969–1996)[۸۴]
- رابرت دبلیو. کستن جونیور، * WI (1981–1993)[۸۵]
- ترنت لات، رهبر اکثریت. , MS (1989–2007)[۱۰]
- مک متینگلی، GA (1981–1987)[۸۶]
- ریک سنتوروم، PA (1995–2007)[۸۷]
- جیم وب، * VA (2007-2013) (حزب دموکرات[۸۸][۸۹][۹۰]

### نمایندگان مجلس ایالات متحده

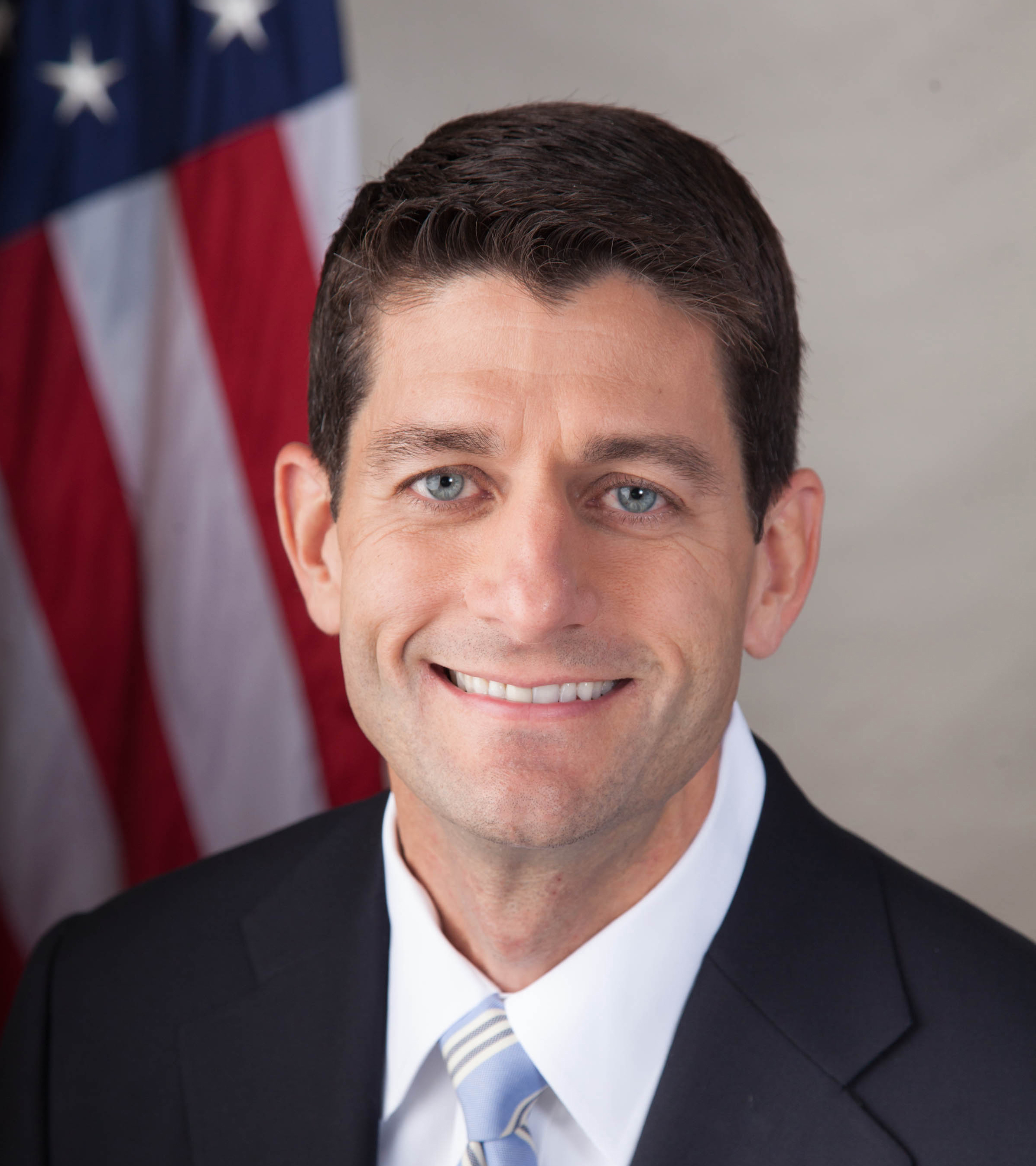
Speaker of the House پال رایان in 2013

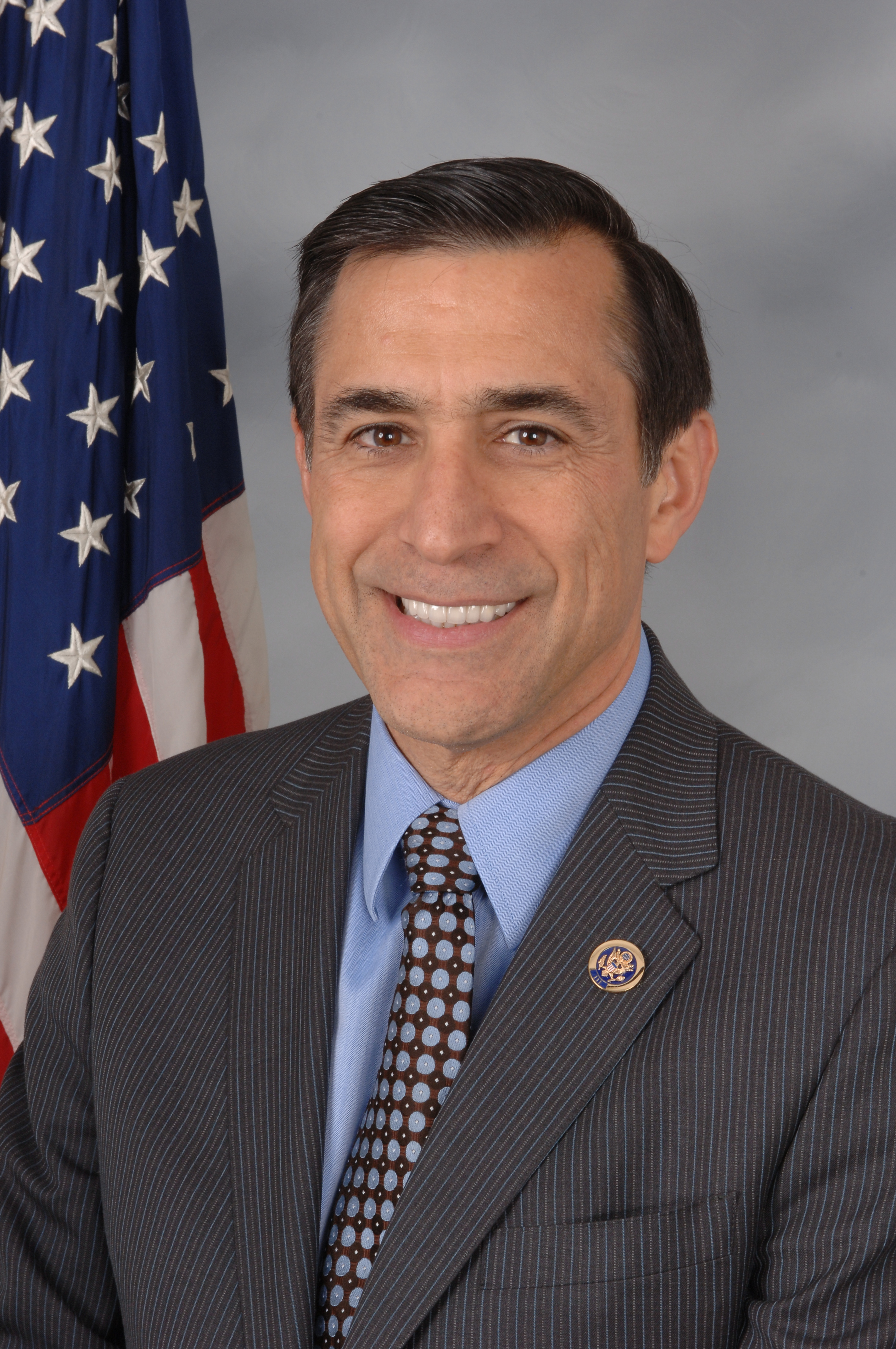
Congressman درل عیسی in 2009

فعلی
- Ralph Abraham, LA[۷۹]
- رابرت ادرهولت، AL[۹۱]
- مارک آمودی، NV[۹۲]
- لو بارلتا، * PA[۹۳]
- جو بارتون، TX[۹۴]
- گوس بلیرکیس، FL[۹۵]
- Mike Bishop, MI[۹۶]
- رب بیشاپ، UT[۹۷]
- دین بلک، TN[۹۸]
- مارشا بلکبورن، TN[۹۹]
- چارلز بستانی، LA[۷۹]
- دیو برت، VA[۱۰۰]
- جیم بریدنستین، OK[۱۰۱]
- ورن بوچنن، FL[۱۰۲]
- لری بوکشن، IN[۱۰۳]
- کن باک، CO[۱۰۴]
- مایکل بورگس، TX[۱۰۵]
- بردلی برن،  AL[۱۰۶]
- کن کلورت، CA[۱۰۷]
- Buddy Carter, GA[۱۰۸]
- جان کارتر (سیاستمدار تگزاس), TX[۱۰۹]
- استیو چابوت، OH[۷۰]
- جیسون چفز، UT[۹۷]
- Curt Clawson, FL[۱۱۰]
- توم کول، OK[۱۱۱]
- کریس کالینز، * NY[۱۱۲]
- دوگ کالینز، GA[۱۱۳]
- مایک کانوی، TX[۱۱۴]
- پال کوک، CA[۱۱۵]
- Ryan Costello, PA[۱۱۶]
- کوین کریمر، * ND[۱۱۷]
- Rick Crawford, AR[۱۱۸]
- جان کالبرسن، TX[۱۱۹]
- رادنی دیویس، IL[۱۲۰]
- جف دنهام، CA[۱۲۱]
- ران دی‌سنتیس، FL[۴۵]
- اسکات دی‌ژارلی، * TN[۱۲۲]
- جیمی دانکن، * TN[۱۲۳]
- شان دافی، WI[۱۲۴]
- رنی المرز، * NC[۱۲۵]
- تام ایمر،  MN[۱۲۶]
- بلیک فرنتهولد، TX[۱۲۷]
- مایک فیتزپاتریک، PA[۱۲۸]
- چاک فلیشمنن، TN[۱۲۹]
- جان سی. فلمینگ، LA[۷۹]
- رندی فوربس، VA[۱۳۰]
- ویرجینیا فاکس، NC[۱۳۱]
- ترنت فرنکس، AZ[۱۳۲]
- رادنی فرلینگویسن، NJ[۱۳۳]
- اسکات گرت، NJ[۱۳۴]
- باب گیببس، OH[۱۳۵]
- لوئی گومرت، TX[۱۳۶]
- باب گودلت، VA[۱۳۷]
- پال گوسار، AZ[۱۳۲]
- تری گاودی، SC[۱۳۸]
- سام گریوز، MO[۱۳۹]
- مورگان گریفیث، VA[۱۴۰]
- Glenn Grothman, WI[۱۴۱]
- Frank Guinta, NH[۱۴۲]
- برت گوثری، KY[۱۴۳]
- گرگ هارپر، MS[۱۴۴]
- اندی هریس، MD[۱۴۵]
- جب هنسارلینگ، TX[۱۴۶]
- French Hill, AR[۱۴۷]
- جرج هولدینگ، NC[۱۴۸]
- دانکن دی. هانتر، * CA[۱۴۹]
- درل عیسی، CA[۱۵۰]
- Evan Jenkins, WV[۱۵۱]
- لین جنکینز، KS[۱۵۲]
- بیل جانسون، OH[۱۵۳]
- سام جانسون، TX[۱۱۹]
- جیم جردن، OH[۱۵۴]
- والتر بی. جونز، NC[۱۵۵]
- مایک کلی، PA[۱۵۶]
- پیتر کینگ، NY[۱۵۷]
- استیو کینگ، IA[۵۶]
- جان کلین، MN[۱۵۸]
- رائول لابرادور، ID[۱۵۹]
- Darin LaHood, IL[۱۶۰]
- دوگ لامالفا، CA[۱۶۱]
- لئونارد لنس، NJ[۱۶۲]
- بیلی لانگ، MO[۱۶۳]
- بری لودرمیلک،  GA[۱۶۴]
- فرانک لوکاس، OK[۱۶۵]
- سینتیا لومیس، WY[۱۶۶]
- تام مکارتر، NJ[۱۱۶]
- کنی مارچنت، TX[۹۴]
- تام مارینو، * PA[۱۶۷]
- توماس مسی، KY[۷۰]
- کوین مک‌کارتی، Maj. Leader, CA[۱۶۸]
- مایکل مکول، TX[۱۶۹]
- تام مک‌کلینتاک، CA[۱۷۰]
- پاتریک مک‌هنری، NC[۱۷۱]
- کتی مک‌موریس راجرس، WA[۱۷۲]
- مارک میدوز، NC[۱۷۳]
- لوک مسر، IN[۱۷۴]
- جان میکا، FL[۱۷۵]
- کندیس میلر، MI[۱۷۶]
- جف میلر، * FL[۱۷۷]
- John Moolenaar, MI[۱۷۸]
- Alex Mooney, WV[۱۷۹]
- مارکوین مولین، OK[۱۸۰]
- میک مولوینی، SC[۱۸۱]
- رندی نوگبائور، TX[۱۱۹]
- دن نیوهاوس،  WA[۱۸۲]
- کریستی نوئم، SD[۱۸۳]
- ریچ نوگنت، FL[۱۸۴]
- پت اولسون، TX[۱۱۹]
- استیون پالزو، MS[۱۸۵]
- گری پالمر،  AL[۱۸۶]
- اریک پالسن، MN[۱۸۷]
- استیو پیرس، NM[۱۸۸]
- اسکات پری، PA[۱۱۶]
- رابرت پیتنجر، NC[۱۸۹]
- مایک پمپئو، KS[۱۹۰]
- بیل پسی، FL[۱۹۱]
- تام پرایس، GA[۱۹۲]
- جان رتکلیف، TX[۱۹۳]
- تام رید، * NY[۱۹۴]
- جیم رناکی، OH[۱۹۵]
- تام رایس، SC[۱۹۶]
- مارتا رابی، AL[۱۹۷]
- فیل رو، TN[۱۴۰]
- مایک دی. راجرز، AL[۱۹۷]
- دینا روراباکر، CA[۱۱۵]
- تاد رکیتا، IN[۱۹۸]
- تام رونی، FL[۱۹۱]
- دنیس راس، FL[۱۹۹]
- کیث روفوس، PA[۲۰۰]
- David Rouzer, NC[۲۰۱]
- اد ریک، CA[۲۰۲]
- استیو راسل (سیاستمدار), OK[۱۶۵]
- پال رایان، Speaker, WI[۲۰۳]
- مت سمن، AZ[۱۳۲]
- مارک سنفورد، SC[۲۰۴]
- آستین اسکات، GA[۲۰۵]
- استیو سکالیس، Maj. Whip, LA[۲۰۶]
- دیوید شویکرت، AZ[۱۳۲]
- جیمز سنسنبرنر، WI[۲۰۷]
- پیت سشنز، TX[۲۰۸]
- بیل شوستر، * PA[۱۷۷]
- Adrian Smith, NE[۲۰۹]
- لامار اسمیت، TX[۲۱۰]
- الیزی استفنیک، NY[۲۱۱]
- کریس استوارت، UT[۲۱۲]
- مرلین ستوتزمن، IN[۲۱۳]
- Dave Trott, MI[۲۱۴]
- مایکل ترنر، OH[۲۱۵]
- دیوید والادو، CA[۲۱۶]
- تیم والبرگ، MI[۲۱۴]
- گرگ والدن، OR[۲۱۷]
- Mark Walker, NC[۱۳۱]
- جکی والورسکی، IN[۲۱۸]
- میمی والترز،  CA[۲۱۹]
- برد ونستروپ، OH[۲۲۰]
- Bruce Westerman, AR[۲۲۱]
- لین وستمورلند، GA[۱۹۹]
- Roger Williams, TX[۹۴]
- رب ویتمن، VA[۲۲۲]
- استیو ومک، AR[۱۴۷]
- کوین یودر، KS[۱۹۰]
- تد یوهو، FL[۲۲۳]
- David Young, IA[۵۶]
- دان یانگ، AK[۲۲۴]
- تاد یانگ، IN[۱۰۳]
- لی زلدین، NY[۱۵۷]
- راین زینک، MT[۲۲۵]

سابق
- میشل باکمن، MN (2007–2015)[۲۲۶]
- Bob Barr, GA (1995–2003)[۲۲۷]
- کری بنتیویلیو، MI[۲۲۸]
- جان بینر، Speaker, OH (1991–2015)[۲۲۹]
- پال برون، GA (2007–2015)[۲۳۰]

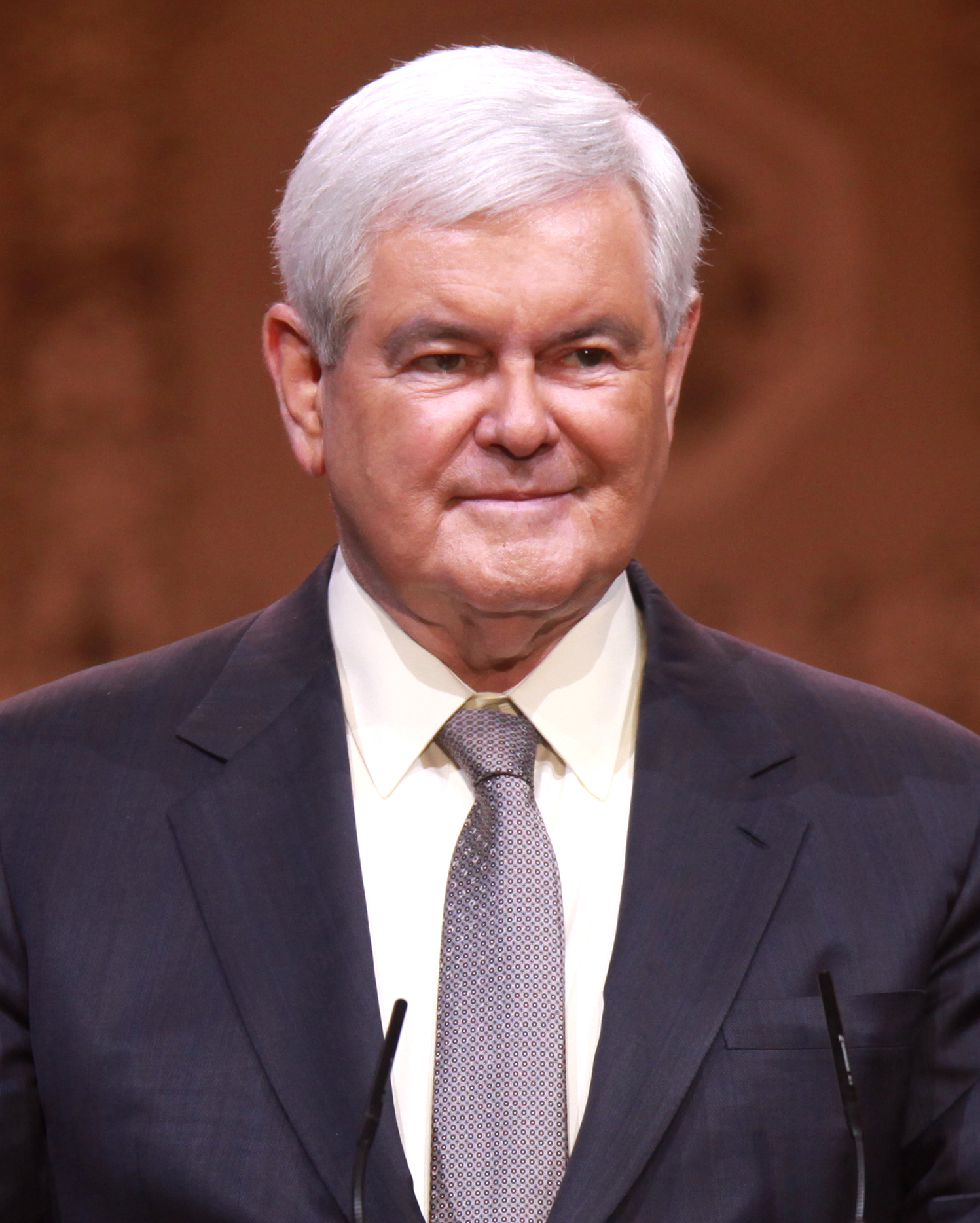
نوت گینگریچ رئیس سابق مجلس نمایندگان در ۲۰۱۴

- اریک کنتر، Maj. Leader, VA (2001–2014)[۲۳۱]
- نوت گینگریچ، Speaker, GA (1979–1999)[۲۳۲]
- Virgil Goode,* VA (1997–2009)[۲۳۳]
- Pete Hoekstra, MI (1993–2011)[۲۳۴]
- جک کینگستون، GA (1993–2015)[۲۳۵]
- James Lightfoot, IA (1985–1997)[۲۳۶]
- Bob Livingston,* LA (1977–1999)[۲۳۷]
- Guy Molinari, NY (1981-1989)[۲۳۸]
- Doug Ose,* CA (1999–2005)[۲۳۹]
- Tom Tancredo, CO (1999-2009)[۲۴۰]
- فرانک ولف، VA (1981–2015)[۲۴۱]

## شخصیت‌های سیاسی بین‌المللی

### رؤسای کنونی دولت و کشور
کامبوج
- هون سن، تخست وزیر کامبوج (1985–)[۲۴۲]

مجارستان
- ویکتور اربان، نخست‌وزیر مجارستان[۲۴۳][۲۴۴]

جمهوری چک

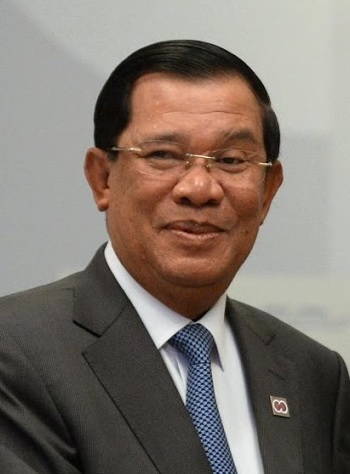
نخست‌وزیر کامبوج هون سن در۲۰۱۶

- میلوش زمان، سومین رئیس‌جمهور چک (۲۰۱۳–), رهبر Social Democratic Party (1993–2001)[۲۴۵]

### رؤسای سابق دولت و کشور
Australia
- تونی ابوت، نخست‌وزیر سابق استرالیا[۲۴۶]

Estonia
- ادگار ساویسار، نخست‌وزیر سابق استونی[۲۴۷]

### رهبران منطقه‌ای
- ژان-ماری لو پن، مؤسس جبهه ملی فرانسه و نماینده سابق پارلمان اروپا
- مارین لو پن، عضو پارلمان اروپا
- ماتئو سالوینی، نماینده پارلمان ایتالیا و رهبر لگا نورد
- نیک گریفین، نماینده سابق پارلمان اروپا و رهبر سابق حزب ملی بریتانیا
- فراوکه پتری رهبر حزب آلترناتیو برای آلمان
- خیرت ویلدرس، رهبر حزب برای آزادی هلند
- نایجل فراژ، عضو پارلمان اروپا

### تجار و اهالی کسب و کار
- کارل آیکان، سرمایه‌گذار میلیاردر[۲۴۸][۲۴۹]
- ایوانکا ترامپ، اریک ترامپ، و دانلد ترامپ جونیور، دختران و پسران نامزد، نواب رئیس اجرایی سازمان ترامپ
- رابرت کیوساکی بیزنس من و نویسنده (با ترامپ دو کتاب نوشته است)
- استیو وین، کازینو دار
- استیو فوربز، سردبیر فوربز
- شلدون ادلسون، مالک کازینوهای سندز
- راجر ایلز، مدیرعامل سابق فاکس نیوز
- برنارد مارکوس، از مؤسسین هوم دیپو
- لیندا مک‌ماهون مدیرعامل سابق دبلیودبلیوئی
- پیتر تیل از مؤسسین پی‌پل و عضو هیئت مدیره فیسبوک
- هرمن کین
- روپرت مرداک
- استیو فینبرگ
- کیم داتکام
- بیل کوک
- جک ولش مدیرعامل سابق اجرایی جنرال الکتریک

### ابرستاره‌ها
- تد نیوجنت، خواننده، ترانه‌سرا و آهنگساز، فعال سیاسی[۲۵۰]
- دنیس رادمن، قهرمان پنج بارهٔ ان ب ای[۲۵۱]
- لو فریگنو، بازیگر و بدنساز[۲۵۲]
- چاک ییگر، سرتیپ بازنشسته نیروی هوایی آمریکایی و نخستین شکنندهٔ دیوار صوتی[۲۵۳]
- چارلی شین، بازیگر
- مایک دیتکا مربی بازنشستهٔ لیگ ملی فوتبال
- هالک هوگان کشتی‌گیر حرفه‌ای
- ویلی رابرتسن، مدیر عامل اجرایی داک کمندر، و ستارهٔ داک داینستی
- استیون بالدوین، بازیگر
- مایک تایسون، بوکسور
- زلتن بثری گیتاریست گروه فایو فینگر دث پانچ
- دن بیلزریان پوکرباز
- رابرت داوی فیلمساز
- لرتا لین
- وین نیوتون
- تیلا تکیلا مانکن
- مکس کایزر
- اومارسو مانیگو
- جسی گرگوری جیمز
- کید راک
- آرون کارتر، خواننده و رقصنده
- جان ویت، بازیگر برنده جایزه اسکار
- کریستی آلی
- ژان کلود ون دم
- کنی راجرز
- کرت راسل
- گلدی هاون

### صاحبنظران و فعالین سیاسی
- پت بیوکنن، اداره‌کننده ارتباطات کاخ سفید (۱۸۵–۱۹۸۷) مشاور عالی رؤسای جمهور جرالد فورد و ریچارد نیکسون
- جری فالول جونیر، از رهبران انجیلی و رئیس دانشگاه لیبرتی
- ایوانا ترامپ، همسر سابق او و مانکن سابق[۲۵۴]
- ان کولتر، صاحبنظر و نویسندهٔ سیاسی[۲۵۵]
- فیلیس شلفلی
- روش وی
- رودی جولیانی شهردار سابق نیویورک
- بن کارسون، نامزد سابق انتخابات ۲۰۱۶
- پیرز مورگان
- میلو یناپولس

### نویسندگان و نظرپردازان
- اسکات آدامز خالق دیلبرت
- آلکساندر گلییویچ دوگین، عالم سیاسی روس
- حسین شریعتمداری مدیرمسئول روزنامه کیهان

## سازمان‌ها
- نسکار

### مجریان رادیو
- الکس جونز